# Andrés Camilo Sánchez
Andrés Camilo Sánchez (Bogotá, Cundinamarca, Colombia; 25 de julio de 1992) es un futbolista Colombiano, Juega de delantero.

## Clubes y estadísticas
| Club         | País     | Año         |
| ------------ | -------- | ----------- |
| Expreso Rojo | Colombia | 2012 - 2013 |

 Actualizado el 30 de noviembre de 2013.
| Club                       | Temporada           | Primera A | Primera A | Primera B | Primera B | Copa Colombia | Copa Colombia | Total | Total |
| Club                       | Temporada           | Part.     | Goles     | Part.     | Goles     | Part.         | Goles         | Part. | Goles |
| [Real madrid ]] · Colombia | 2012                | –         | –         | 23        | 1         | 9             | 0             | 32    | 1     |
| [Real madrid ]] · Colombia | 2013                | –         | –         | 4         | 0         | 5             | 0             | 9     | 0     |
| Total en su carrera        | Total en su carrera | –         | –         | 27        | 1         | 14            | 0             | 41    | 1     |